# Giulia Tanno
Giulia Tanno (* 5. Mai 1998) ist eine Schweizer Freestyle-Skierin. Sie startet in den Freestyledisziplinen Slopestyle und Big Air.

## Werdegang
Tanno nimmt seit 2012 an Wettbewerben der FIS und der AFP World Tour teil. Ihren ersten Weltcup absolvierte sie im Dezember 2013 in Copper Mountain und belegte dabei den 18. Platz im Slopestyle. Zu Beginn der Saison 2014/15 siegte sie im Slopestyle beim Stubai Jam und im Europacup. Es folgten in der Saison zwei dritte und ein zweiter Platz bei der SFR Freestyle Tour. Beim Saisonhöhepunkt, den Freestyle-Skiing-Weltmeisterschaften 2015 am Kreischberg, wurde sie Siebte im Slopestyle. Zum Saisonende siegte sie im Big Air bei den AFP World Tour Finals in Whistler und im Slopestyle bei den Schweizer Meisterschaften in Corvatsch. Nach Platz drei im Slopestyle zu Beginn der folgenden Saison bei der SFR Freestyle Tour in Val Thorens holte sie mit zweiten Plätzen im Slopestyle in Mammoth und in Silvaplana ihre ersten Podestplatzierungen im Weltcup. Im April 2016 wurde sie Schweizer Meisterin im Slopestyle und im Big Air. Die Saison beendete sie auf dem 20. Platz im Gesamtweltcup und auf dem fünften Rang im Slopestyle-Weltcup. Zu Beginn der Saison 2016/17 kam sie beim Weltcup im chilenischen El Colorado auf den zweiten Platz im Big-Air-Wettbewerb. Im weiteren Saisonverlauf errang sie in Québec den dritten Platz im Slopestyle und den zweiten Rang im Big Air und erreichte zum Saisonende den vierten Platz im Big-Air-Weltcup. Bei den Winter-X-Games 2017 in Aspen holte sie die Bronzemedaille im Big Air. Zudem wurde sie Vierte im Slopestyle. Im März 2017 kam sie bei den X-Games Norway 2017 in Hafjell im Slopestyle und im Big Air jeweils auf den vierten Platz und bei den Freestyle-Skiing-Weltmeisterschaften in Sierra Nevada auf den achten Platz im Slopestyle. Nach Platz zwei im Slopestyle in Cardrona zu Beginn der Saison 2017/18 belegte sie in Mailand den dritten und in Mönchengladbach den ersten Rang im Big Air und erreichte damit den siebten Platz im Slopestyle-Weltcup und den zweiten Rang im Big-Air-Weltcup. Bei den X-Games Norway 2018 in Fornebu gewann sie die Silbermedaille im Big Air.
Mit drei zweiten Plätzen in Folge entschied Tanno in der Weltcupsaison 2019/20 die Big-Air-Disziplinenwertung für sich.

## Erfolge

### Weltmeisterschaften
- Kreischberg 2015: 7. Slopestyle
- Sierra Nevada 2017: 8. Slopestyle
- Bakuriani 2023: 10. Slopestyle, 13. Big Air

### Weltcupsiege
Tanno errang im Weltcup bisher 14 Podestplätze, davon 2 Siege:
| Datum            | Ort             | Land        | Disziplin |
| ---------------- | --------------- | ----------- | --------- |
| 1. Dezember 2017 | Mönchengladbach | Deutschland | Big Air   |
| 8. Januar 2021   | Kreischberg     | Österreich  | Big Air   |

### Weltcupwertungen
| Saison  | Gesamt | Gesamt | Park & Pipe | Park & Pipe | Big Air | Big Air | Slopestyle | Slopestyle |
| Saison  | Platz  | Punkte | Platz       | Punkte      | Platz   | Punkte  | Platz      | Punkte     |
| ------- | ------ | ------ | ----------- | ----------- | ------- | ------- | ---------- | ---------- |
| 2013/14 | 176.   | 4      | -           | -           | -       | -       | 42.        | 18         |
| 2014/15 | 51.    | 19     | -           | -           | -       | -       | 4.         | 95         |
| 2015/16 | 20.    | 41,6   | -           | -           | -       | -       | 5.         | 208        |
| 2016/17 | 38.    | 31     | -           | -           | 4.      | 186     | 10.        | 114        |
| 2017/18 | 33.    | 32     | -           | -           | 2.      | 160     | 7.         | 180        |
| 2018/19 | 60.    | 20     | -           | -           | -       | -       | 11.        | 100        |
| 2019/20 | 12.    | 48     | -           | -           | 1.      | 240     | 5.         | 133        |
| 2020/21 | -      | -      | 8.          | 112         | 1.      | 100     | 32.        | 12         |
| 2021/22 | -      | -      | 25.         | 110         | 6.      | 86      | 33.        | 24         |
| 2022/23 | -      | -      | 20.         | 130         | -       | -       | 10.        | 130        |
| 2023/24 | -      | -      | 12.         | 225         | 6       | 131.    | 12.        | 94         |

### X-Games
- Winter-X-Games 2017: 3. Big Air, 4. Slopestyle
- X-Games Norway 2017: 4. Slopestyle, 4. Big Air
- X-Games Norway 2018: 2. Big Air
- Winter-X-Games 2019: 6. Big Air, 8. Slopestyle
- X-Games Norway 2019: 2. Big Air
- X-Games Norway 2020: 3. Slopestyle, 4. Big Air
- Winter-X-Games 2022: 5. Big Air
- Winter-X-Games 2024: 3. Slopestyle

### Weitere Erfolge
- Schweizer Meistertitel: Slopestyle (2015, 2016), Big Air (2016)